# Out Rawcliffe
Out Rawcliffe è un villaggio e parrocchia civile dell'Inghilterra, appartenente alla contea del Lancashire.